# Желатин
Желатин чист је и безбојна или жућкаста супстанца која се добија кувањем коже, костију или везивног ткива домаћих говеда, свиња или коња. Ова супстанца која је без укуса и мириса, највише се користи у прехрамбеној индустрији, медицини и научноистраживачком раду. Као намирница желатин је класификован под бројем Е441.

## Физичке карактеристике
Желатин је неповратно хидролизовани облик колагена или беланчевинасти производ, који се добија парцијалном хидролизом колагена изведених из коже, костију, хрскавице, везивног ткива и слично. Природне молекуларне везе између две колагена делимично је у измењеном облику. Када се загреје желатин се топи, а када се охлади опет постаје чврст. Помешан са водом формира полугел. Такође ако се желатин потопи у хладну воду, део супстанце се раствара. Растворљивост желатина утврђује се путем процеса производње, тако да, желатин може да буде распршен на релативно концентроване киселине. Тако добијена дисперзија стабилан је 10-15 дана, са мало или нимало хемијских промена, и зато је погодна за потребе премаза.
Желатин гел постојан је у веома малом температурном опсегу или граничној температури, коју одређује тачка топљења гела, која зависи од степена вискозности и концентрације. Доњу границу температуре одређује тачке на којој желатин кристалише.

## Галерија
- Јела у аспику са желатином
- Посластица са желатином
- Медицинске капсуле од желатина
- Партикуле желатина